# Voice (EP Kim Tae-yeon)
Voice è il primo EP in lingua giapponese (quinto complessivo) della cantante sudcoreana Taeyeon, pubblicato il 5 giugno 2019 dalla SM Entertainment.

## Tracce
1. Voice – 3:11 (testo: STY (Digz Inc.)
STY (Digz Inc.) – musica: Aaron Benward, Felicia Barton, Matthew Tishler)
2. I Found You – 3:51 (testo: Junji Ishiwatari – musica: Sebastian Thott, Andreas Öberg, Skylar Mones, Courtney Woolsey)
3. Horizon – 3:51 (testo: Junji Ishiwatari – musica: Geek Boy Al Swettenham, Megan Lee, Andy Love)
4. Vanilla – 4:01 (testo: Sara Sakurai (T's Music) – musica: Joe Lawrence, Linda "Shorelle" Quero)
5. Turnt and Burnt – 3:00 (testo: STY (Digz Inc.) – musica: Willie Weeks, Yanka Lena)
6. Signal – 4:10 (testo: STY (Digz Inc.) – musica: Ricky Hanley, Christie Prentice, Daniel Sherman)